# Journée du tirailleur

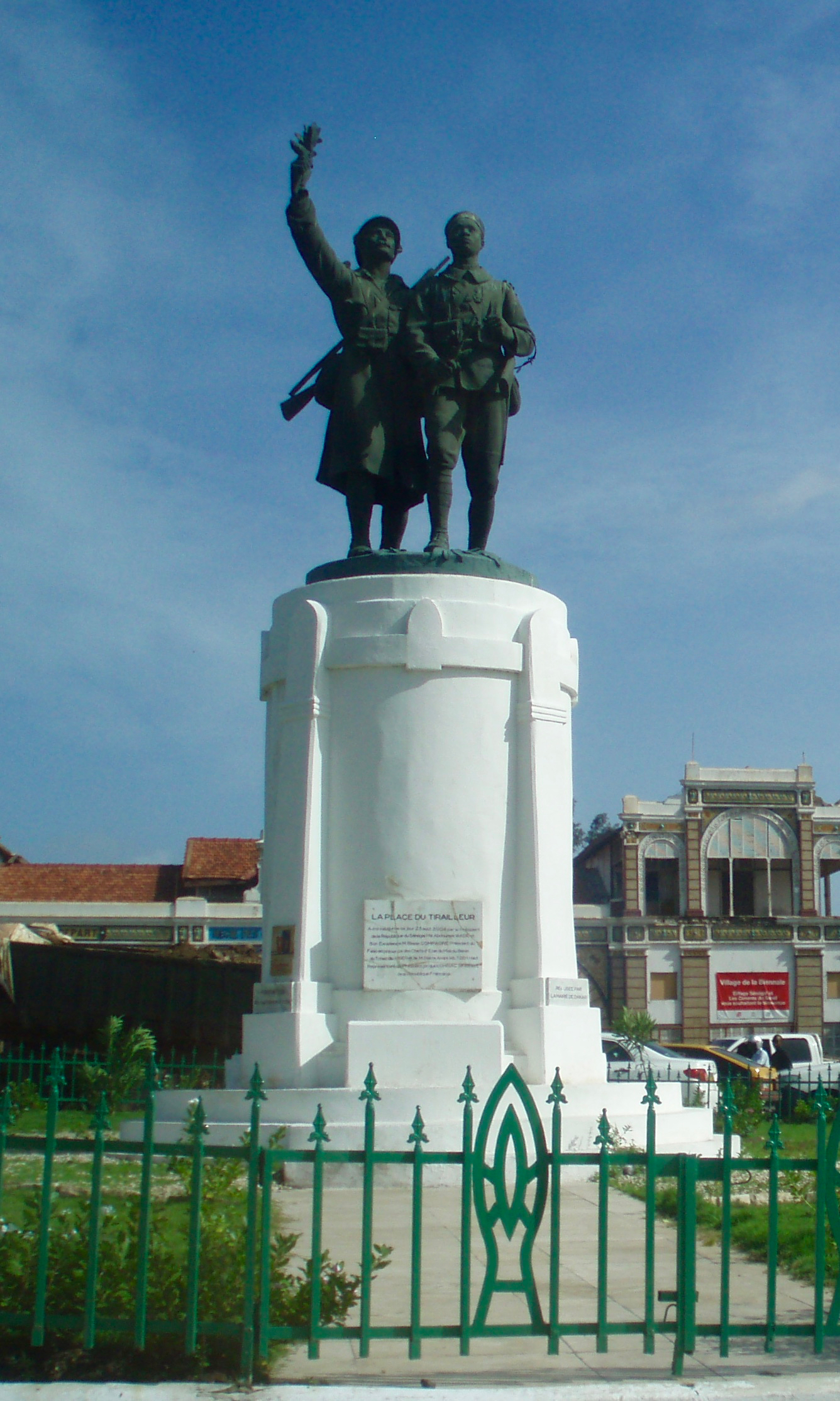
Le monument aux morts Demba et Dupont, place du tirailleurs sénégalais à Dakar.

La journée du tirailleur est une journée commémorative au Sénégal consacrée aux tirailleurs sénégalais fixée annuellement au 23 août.
La date en choisie en référence à la date de la libération de Toulon (Var) le 23 août 1944, où les soldats du 6e régiment de tirailleurs sénégalais du colonel Raoul Salan sont les premiers à entrer dans la ville. .
Le président du Sénégal Abdoulaye Wade est l’inspirateur de la Journée : « Cela fait partie de notre histoire. Malheureusement, on avait tendance à les oublier (...) Pour faire connaître cette histoire, j'ai eu l'idée de lancer une Journée du tirailleur sénégalais afin d'expliquer chaque année la participation des soldats africains à la libération de la France (...) J'ai donc consulté autour de moi, notamment le président Chirac, qui s'est dit enchanté. J'ai rencontré ensuite mes collègues présidents africains ainsi que les chefs militaires pour arriver au lancement de cette manifestation ». 